# Alloperla pagmaensis
Alloperla pagmaensis är en bäcksländeart som beskrevs av Kawai 1966. Alloperla pagmaensis ingår i släktet Alloperla och familjen blekbäcksländor. Inga underarter finns listade i Catalogue of Life.